# Aktionskonferenz Nordsee
Die Aktionskonferenz Nordsee (AKN) war ein deutscher Meeresschutzverein. Er wurde 1985 in Bremen mit dem Ziel gegründet, zur Entwicklung und Förderung umwelt- und sozialverträglicher Strukturen für das Ökosystem Nordsee und für die in die Nordsee mündenden Flüsse beizutragen. Spätestens 2009 wurde die aktive Arbeit eingestellt, die Mitarbeiterin entlassen  und das Vereinsbüro aufgelöst.

## Geschichte
Nach dem alarmierenden ersten Nordsee-Gutachten des Rates von Sachverständigen für Umweltfragen im Jahr 1980 hatten deutsche und internationale Umweltorganisationen und Wissenschaftler ein grundlegendes Umdenken zum Schutz der Meere gefordert und als „Antwort auf das Versagen der Politik“ im Oktober 1984 in Bremen auf einer „Aktionskonferenz Nordsee“, an der rund 700 Menschen teilnahmen, das Nordsee-Memorandum formuliert. Diesen Leitlinien einer ökologischen und bewahrenden Nordseepolitik fühlten sich alle Teilnehmer verpflichtet, worauf im Februar 1985 ein Verein gegründet wurde, der mit dem Zusatz e.V. beim Amtsgericht Bremen ins Vereinsregister eingetragen wurde. Die Aktionskonferenz Nordsee ist vom Finanzamt als gemeinnützig anerkannt.
2009 wurde aus Finanznot die aktive Arbeit eingestellt.

## Tätigkeit
Zweck ist es,
- das Bewusstsein über Umweltgefährdung zu fördern und
- politischen Druck auszuüben, um die Ursachen für die Gefährdung der Nordsee zu beheben.

Die AKN koordiniert die Nordsee-Aktivitäten von Initiativen und Organisationen und vertritt die bundesdeutschen Umweltgruppen in der internationalen Federation Seas at Risk, einem Zusammenschluss von Umweltorganisationen rund um die Nordsee.
Zur schulischen und allgemeinen Bildung wurden u. a. Unterrichtsmaterialien zu Chlorchemie und zum Wattenmeer entwickelt. Die Aktionskonferenz Nordsee erstellt Gutachten und Informationsblätter.
Das AKN-Büro in Bremen ist eine Anlaufadresse für wissenschaftliche und umweltpolitische Anfragen aus dem In- und Ausland.

## Publikationen
Seit September 1986 erscheint die Zeitschrift Waterkant – Umwelt+Mensch+Arbeit in der Nordseeregion als Mitteilungsblatt der AKN. Redakteur des Blattes (und Inhaber der Titelrechte) ist Burkhard Ilschner. Im Laufe von mittlerweile 22 Jahrgängen und mehr als 90 Ausgaben konnte die Zeitschrift immer auch einzelne Autorinnen oder Autoren gewinnen, die entweder bereits prominent waren oder es in den Folgejahren wurden.
- Aktionskonferenz Nordsee (Hrsg.): Waterkant. Umwelt + Mensch + Arbeit in der Nordseeregion. Förderkreis Waterkant, ISSN 1611-1583 (Archiv, AKN – Mitteilungsblatt der Aktionskonferenz Nordsee e.V. seit 1986, vierteljährlich).

Ende 2008 hat die AKN die Herausgeberschaft (und die Subventionierung) der Zeitschrift Waterkant beendet. Seitdem ist Herausgeber der Förderkreis WATERKANT e.V.